# 30. prosinca
30. prosinca (30. 12.) 364. je dan godine po gregorijanskom kalendaru (365. u prijestupnoj godini).
Do kraja godine ima još 1 dan.

## Događaji
- 1903. – Požar u kazalištu u Chicagu (SAD), 600 žrtava.
- 1916. – U Petrogradu ubijen Rasputin.
- 1922. – Vladimir Iljič Lenjin osniva Sovjetski Savez.
- 1924. – Edwin Hubble je objavio otkriće da neke od nebula (maglica) nisu dijelovi Mliječnog puta, već se radi o zasebnim galaksijama, izvan Mliječnog puta.
- 1927. – Prva linija podzemne željeznice u Aziji otvorena u Tokiju.
- 1933. – Pripadnik rumunjske organizacije "Željezna garda" ubio premijera Iona Ducu.
- 1947. – Rumunski kralj Mihail I. abdicira pod pritiskom komunista, koji su potom proglasili Narodnu republiku Rumunjsku.
- 1953. – Prvi put su pušteni u prodaju televizori u boji.
- 1993. – Vatikan i Izrael uspostavili diplomatske odnose.
- 2006. – Održano pogubljenje bivšeg Iračkog diktatora Sadama Huseina.

| - 39. – Tit Flavije, rimski car († 81.) - 1673. – Ahmed III., turski sultan († 1736.) - 1760. – Aleksandar Alagović, zagrebački nadbiskup († 1837.) - 1819. – Theodor Fontane, njemački književnik († 1898.) - 1865. – Rudyard Kipling, engleski književnik i dobitnik Nobelove nagrade za književnost († 1936.) - 1879. – Kamilo Dočkal, hrvatski katolički svećenik češkog podrijetla († 1963.) - 1906. – Carol Reed, engleski filmski redatelj († 1976.) - 1975. – Tiger Woods, američki igrač golfa - 1984. – LeBron James, američki košarkaš - 1990. – Fabijan Pavao Medvešek, hrvatski glumac - 1995. – Ollie Watkins, engleski nogometaš | - 274. – Feliks I., papa (* ?) - 1691. – Robert Boyle, engleski kemičar, poznat po Boyle-Mariotteovom zakonu (* 1627.) - 1941. – El Lissitzky, ruski slikar i arhitekt (* 1890.) - 1944. – Romain Rolland, francuski književnik (* 1866.) - 2006. – Sadam Husein, irački diktator (* 1937.) - 2014. – Luise Rainer, njemačka glumica (* 1910.) - 2016. – Tyrus Wong, američki filmski i likovni umjetnik (* 1910.) |

## Imendani
- Sabin
- Liberije
- Trpimir